# جزایر چسترفیلد
جزایر چسترفیلد (به فرانسوی: Chesterfield Islands) یک مجمع‌الجزایر در فرانسه است که در کالدونیای جدید واقع شده‌است.